# 사가나키

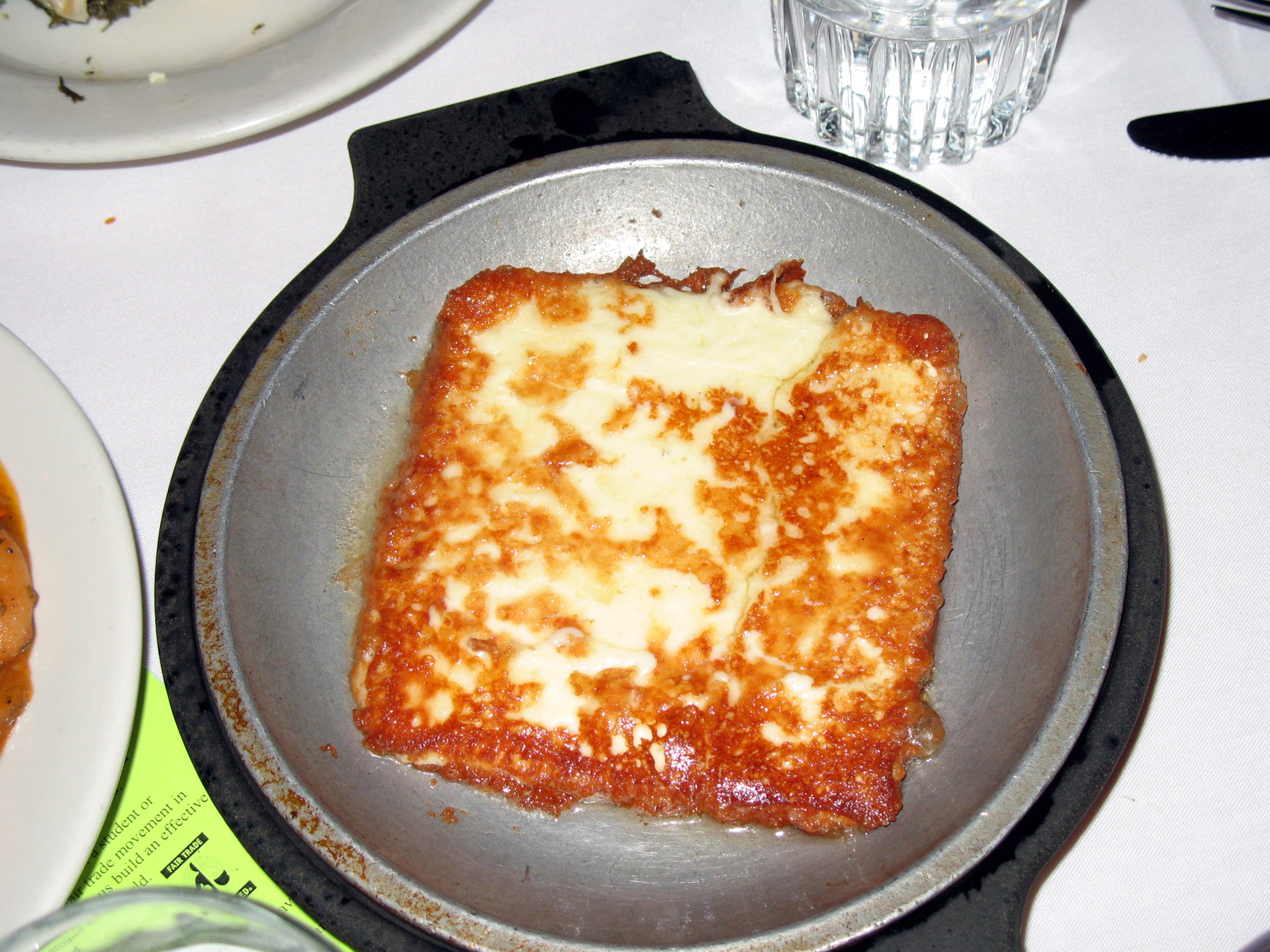
사가나키

사가나키(그리스어: σαγανάκι)는 그리스 요리 중 하나며, 페타 치즈를 튀겨 낸 음식이다. 주로 고기가 들어가는 것과 새우가 들어가는 것 두 가지가 있다.